# Abu Zabi (emirat)
Abu Zabi (arab. إمارة أبو ظبي imārah abū ẓabī; Emirat Abu Zabi / Abu Dhabi) – największy emirat wchodzący w skład Zjednoczonych Emiratów Arabskich (członek od roku 1971). Leży na Półwyspie Arabskim i na wyspach w Zatoce Perskiej. Obejmuje powierzchnię 67 340 km², co stanowi 86% całego obszaru ZEA. Powierzchnia przeważnie nizinna i pustynna.
Stolicą jest miasto Abu Zabi. W emiracie mieszka około 1,4 miliona ludzi (głównie Arabowie), z czego ponad połowa w stolicy. Od 2022 roku emiratem rządzi emir Muhammad ibn Zajid Al Nahajjan.
Jest to jeden z największych regionów wydobycia ropy naftowej. Znajdują się tam pola naftowe Murban i Bu Hasa oraz platformy morskie Umm asz-Szaif i Az-Zakkum w rejonie wyspy Das.
Emirat ma rozwinięty przemysł petrochemiczny i cementowy. Wydobywana ropa przetwarzana jest w rafineriach ropy naftowej.

## Historia
W latach 1892–1968 emirat znajdował się pod protektoratem brytyjskim. Później znalazł się w składzie Omanu Traktatowego. Od grudnia 1971 roku jest w składzie Zjednoczonych Emiratów Arabskich.

### Władcy
- 1761–1793 – Dhiyab I bin Isa Al Nahyan
- 1793–1816 – Shakhbut I bin Dhiyab Al Nahyan
- 1816–1818 – Muhammad bin Shakhbut Al Nahyan
- 1818–1833 – Tahnun I bin Shakhbut Al Nahyan (wspólnie)
- 1833–1845 – Khalifa I bin Shakhbut Al Nahyan (wspólnie)
- 1833–1845 – Sultan I bin Shakhbut Al Nahyan (wspólnie)
- 1845–1845 – Isa bin Khalid (uzurpator)
- 1845–1845 – Dhiyab II bin 'Isa (uzurpator)
- 1845–1855 – Said bin Tahnun Al Nahyan
- 1855–1909 – Zayed I bin Khalifa Al Nahyan
- 1909–1912 – Tahnun II bin Zayed Al Nahyan
- 1912–1922 – Hamdan bin Zayed Al Nahyan
- 1922–1926 – Sultan II bin Zayed Al Nahyan
- 1926–1928 – Saqr bin Zayed Al Nahyan
- 1928–1966 – Shakhbut II bin Sultan Al Nahyan
- 1966–2004 – Zajid ibn Sultan Al Nahajjan
- 2004–2022 – Chalifa ibn Zajid Al Nahajjan
- od 2022 – Muhammad ibn Zajid Al Nahajjan

## Gospodarka

### Przemysł

#### Petrochemiczny
- pola naftowe w Abu Dhabi
- rafinerie w Abu Dhabi

#### Cementowy
- cementownie w Abu Dhabi

### Transport
- porty morskie

1. Abu Dhabi (Mina Zayed, Port Zayed)
2. Dżabal az-Zanna

### Rolnictwo
- hodowla
- uprawa

## Flaga
Flaga Abu Zabi jest prostokątna, czerwona z białym kantonem w górnym lewym rogu flagi. Kanton zajmuje 1/3 szerokości i 1/3 długości flagi. Początkowo flaga emiratu była cała czerwona. Po traktacie zawartym z Wielką Brytanią w 1820 roku dodano biały pas, zamieniony w 1958 roku na kanton.